# Захлестин, Александр Сергеевич
Александр Сергеевич Захлестин (7 июля 1979 года, Киров, СССР) — российский футболист, тренер.

## Карьера
Воспитанник кировской спортшколы «Шинник». В 20 лет начал профессиональную карьеру в местном «Динамо», за которое провёл бо́льшую часть карьеры. Всего за клуб в первенствах России провел 307 матчей и забил 28 голов. В последнее время был капитаном. Три сезона отыграл в Первом дивизионе за «Содовик» Стерлитамак и ульяновскую «Волгу». Трансфер в Содовик стал самым дорогим в истории Кировского футбола. После этого играл за «Сокол» (Саратов), «Челябинск» (Челябинск).
В 2018 году стал играющим тренером команды «Факел» (Киров).
В 2019 году стал главным тренером ФК «Фанком».